# Дендрітіда
Дендріті́да (грец. Dendritis — Деревна) — епітет Єлени на острові Родос, куди вона прибула після смерті Менелая й де повісилася на дереві. На цьому епітеті позначився давній культ дерев.